# Bisdom Divinópolis
Het bisdom Divinópolis (Latijn: Dioecesis Divinopolitana) is een rooms-katholiek bisdom met als zetel Divinópolis, in Brazilië. Het bisdom is suffragaan aan het aartsbisdom Belo Horizonte.

## Geschiedenis
Het bisdom werd opgericht op 11 juli 1958, uit delen van het bisdom Aterrado en het aartsbisdom Belo Horizonte.  

## Parochies
Het bisdom had in 2021 een oppervlakte van 8.224 km2 en telde 838.000 inwoners waarvan 85,3% rooms-katholiek was.

## Bisschoppen
- Cristiano Frederico Portela de Araújo Pena (19 februari 1959 - 26 maart 1979)
- José Costa Campos (26 maart 1979 - 27 februari 1989)
- José Belvino do Nascimento (27 februari 1989 - 11 februari 2009)
- Tarcísio Nascentes dos Santos (11 februari 2009 - 1 augustus 2012)
- José Carlos de Souza Campos (26 februari 2014 - 14 december 2022)
- Geovane Luís da Silva (19 april 2023 - heden)

Belo Horizonte (aartsbisdom) · Divinópolis · Luz · Oliveira · Sete Lagoas